# 朝山慶綱
朝山 慶綱（あさやま よしつな）は、戦国時代の武将。朝山綱忠の家臣、尼子氏陪臣。

## 経歴
第二次月山富田城の戦いにて朝山貞綱が討死すると、朝山家の家督を継いだ。